# Fossa infraspinata

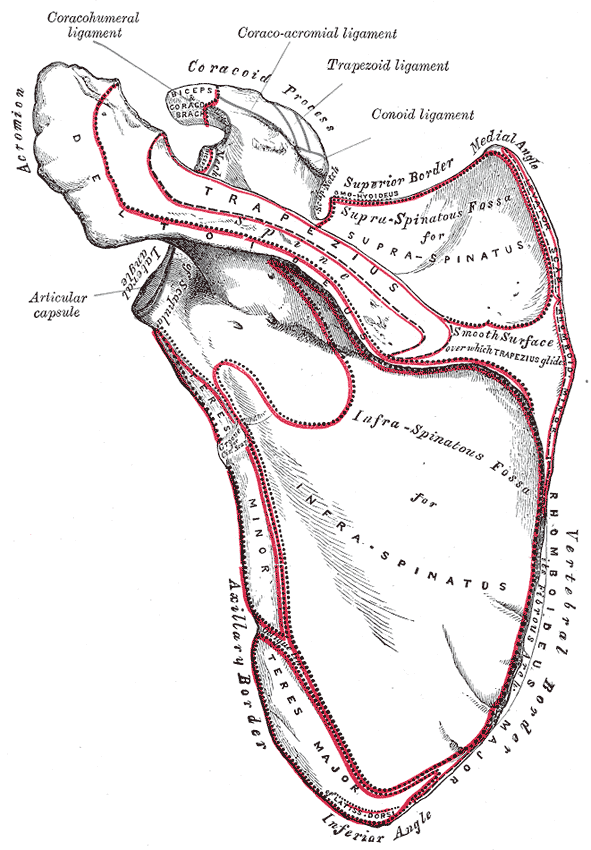
A lapocka (a fossa infraspinata alul jobbra látható)

A fossa infraspinata a lapockán (scapula) található mélyedés. A vertebralis széle felé található egy sekély konkáv mélyedés ami a felső részén látható. A közepén van egy feltűnő kiemelkedés, míg az axillaris határnál található egy mély árok, ami fentről lefelé fut. A fossa infraspinata sokkal nagyobb, mint a fossa supraspinata. A medialis 2/3-a eredési helyet biztosít a musculus infraspinatusnak. A lateralis 1/3-át ez az izom borítja.